# Талісай (місто)
Талісай — місто в провінції Себу на Філіппінах. Місто є частиною агломерації Себу. За даними перепису 2015 року мало населення 227 645 осіб.
Адміністративно поділяється на 22 баранґаї. Для 96 % жителів міста себуанська мова є рідною. За релігійним складом: 90 % є католики, 9 % — інші християни, 1 % — мусульмани.
В місті розташована велика кількість торгових центрів, громадських ринків та комерційних установ.